# Libanongebergte (gouvernement)
Het Gouvernement Libanongebergte (Arabisch: جبل لبنان; Jabāl Lubnān) is een van de gouvernementen van Libanon. De hoofdstad is Baabda.
Het gouvernement is verdeeld in 6 districten (Aqdya, enkelvoud - qadaa of Caza):
- Baabda, met hoofdstad Baabda
- Aley, met hoofdstad Aley
- Metn, met hoofdstad Jdeideh
- Keserwan, met hoofdstad Jounieh
- Chouf, met hoofdstad Beiteddine
- Jbeil, met hoofdstad Byblos

Akkar · Baalbek-Hermel · Beiroet · Beka · Keserwan-Jbeil · Libanongebergte · Nabatiye · Noord · Zuid